# Estrategias de comunicación en la adquisición de una segunda lengua
A lo largo del aprendizaje de una segunda lengua, los alumnos se enfrentan con frecuencia a problemas de comunicación causados por la falta de recursos lingüísticos. Las estrategias de comunicación son las que utilizan los alumnos para superar estos problemas y transmitir lo que quieren decir[1]: parafrasear, sustituir, acuñar palabras nuevas, cambiar a la lengua materna y pedir aclaraciones[2][3]: estas estrategias, salvo la de cambiar de lengua, también las utilizan los hablantes nativos[2].
El término estrategia de comunicación fue introducido por Selinker en 1972,[1] y el primer análisis sistemático de estrategias de comunicación fue realizado por Varadi en 1973.[2][3] Hubo otros estudios en la década de 1970, pero el verdadero auge de los estudios sobre estrategias de comunicación se produjo en la década de 1980. En esta década se produjo una avalancha de artículos que describían y analizaban estrategias de comunicación, y Ellen Bialystok vinculó las estrategias de comunicación a su teoría general de la adquisición de segundas lenguas[3]. En la década de 1990 hubo más actividad, con una colección de artículos de Kasper y Kellerman[4] y un artículo de revisión de Dörnyei y Scott[5], pero desde entonces se ha investigado relativamente poco sobre el tema.[3]

## Estrategias de comunicación
Los investigadores en el campo de la adquisición de segundas lenguas no han llegado a un acuerdo sobre una lista exhaustiva de estrategias,[1 ] pero se han observado algunas estrategias de uso común:
Circunloquio
Esto se refiere a que los estudiantes utilizan diferentes palabras o frases para expresar el significado deseado. Por ejemplo, si los estudiantes no conocen la palabra abuelo, pueden parafrasearla diciendo "el padre de mi padre".
Evitación semántica
Los estudiantes pueden evitar una palabra problemática usando una diferente, por ejemplo sustituyendo el verbo irregular make por el verbo regular ask . La regularidad de "preguntar" hace que sea más fácil utilizarlo correctamente. 
Acuñación de palabras
Esto se refiere a que los estudiantes crean nuevas palabras o frases para palabras que no conocen. Por ejemplo, un alumno podría referirse a una galería de arte como un "lugar de imágenes". 
Cambio de idioma
Los estudiantes pueden insertar una palabra de su primera lengua en una oración y esperar que su interlocutor la comprenda.  
Solicitando aclaración
La estrategia de pedirle a un interlocutor la palabra correcta u otra ayuda es una estrategia de comunicación. 
Estrategias no verbales
Esto puede referirse a estrategias como el uso de gestos y mímica para aumentar o reemplazar la comunicación verbal.  
Evitación
La evitación, que adopta múltiples formas, se ha identificado como una estrategia de comunicación. Los estudiantes de una segunda lengua pueden aprender a evitar hablar sobre temas para los cuales carecen del vocabulario necesario u otras habilidades lingüísticas en la segunda lengua. Además, a veces los estudiantes de idiomas empiezan a intentar hablar sobre un tema, pero abandonan el esfuerzo a mitad de la emisión tras descubrir que carecen de los recursos lingüísticos necesarios para completar su mensaje. 

## Investigación
La investigación en estrategias de comunicación alcanzó su apogeo en la década de 1980, y desde entonces ha caído en desuso como tema de investigación en la adquisición de una segunda lengua . Algunos investigadores que han estudiado las estrategias de comunicación y su efecto en la adquisición del lenguaje incluyen a Elaine Tarone, Claus Faerch, Gabriele Kasper y Ellen Bialystok . 
Kasper y Faerch propusieron un modelo de producción del habla que implicaba una fase de planificación y una fase de producción. Las estrategias de comunicación fueron consideradas como parte de la fase de planificación; su uso se hizo necesario si el alumno experimentaba un problema con el plan inicial que había elaborado. Además de las estrategias descritas anteriormente, Kasper y Faerch también señalaron la posibilidad de utilizar una estrategia reductiva, como cambiar a un tema completamente diferente. 
Los investigadores han identificado tres componentes de las estrategias de comunicación: problematicidad, lo que significa que la persona reconoce un problema de comunicación; conciencia, lo que significa que la persona es consciente del problema y emplea conscientemente una estrategia para resolverlo; e intencionalidad, que implica que la persona es capaz de elegir entre opciones para superar un problema de comunicación. Sin embargo, Bialystok y otros investigadores han señalado que los estudiantes de idiomas pueden emplear estrategias de comunicación cuando no ha habido una falla en las comunicaciones (no hay problematicidad) y que los estudiantes de idiomas suelen utilizar el mismo conjunto pequeño de estrategias de manera rutinaria, en lugar de elegir intencional y conscientemente emplear una estrategia de comunicación. 
Algunas interlenguas de los estudiantes se caracterizan por estrategias de comunicación,  y Larry Selinker ha señalado que son uno de los procesos que conducen a errores de los estudiantes.  Basándose en esta observación, Rod Ellis sugiere que las estrategias de comunicación que utilizan los estudiantes pueden ser características de la etapa de desarrollo en la que se encuentran. 
1. 1 2 3 4 5  Ellis, 1997, pp. 60–61.
2. 1 2 3  VanPatten y Benati, 2010, p. 73.
3. 1 2 3  Tarone, 1981.
4. 1 2  Richards y Schmidt, 2009.
5. ↑  Gass y Selinker, 2008, pp. 286–287.